# Marco Fischbacher
Marco Fischbacher (15 gennaio 1997) è uno sciatore alpino svizzero.

## Biografia
Gigantista puro attivo dal dicembre del 2013, in Coppa Europa Fischbacher ha esordito il 26 febbraio 2018 a Sankt Moritz, senza completare la prova, ha conquistato il primo podio il 7 febbraio 2023 a Folgaria (3º) e la prima vittoria il 7 marzo successivo a Gällivare; ha debuttato in Coppa del Mondo il 9 dicembre 2023 a Val-d'Isère, senza qualificarsi per la seconda manche. Non ha preso parte a rassegne olimpiche o iridate.

## Palmarès

### Coppa Europa
- Miglior piazzamento in classifica generale: 16º nel 2023
- 4 podi:
  - 1 vittoria
  - 1 secondo posto
  - 2 terzi posti

#### Coppa Europa - vittorie
| Data         | Località  | Paese  | Specialità |
| ------------ | --------- | ------ | ---------- |
| 7 marzo 2023 | Gällivare | Svezia | GS         |

Legenda:

GS = slalom gigante

### Far East Cup
- Miglior piazzamento in classifica generale: 14º nel 2020
- 2 podi:
  - 2 secondi posti